# Charles Humphreys
Charles Humphreys (ur. 19 września 1714 w Haverford, zm. 11 marca 1786 tamże) – amerykański młynarz i polityk z okręgu miejskiego Haverford w Pensylwanii. Był synem Joshuy Humphreysa oraz Sary Williams, a także bratem szkutnika Joshuy Humphreysa. Służył jako delegat Pensylwanii w Kongresie Kontynentalnym w latach 1774–1776. Był przeciwnikiem deklaracji niepodległości, gdyż było to sprzeczne z jego poglądami kwakra; wierzył także, iż przyniosłaby tylko eskalację konfliktu. Wycofał się z kongresu zaraz po uchwaleniu aktu.